# 松江村 (三重県)
松江村（まつえむら）は三重県飯南郡にあった村。現在の松阪市中心部の西方一帯、阪内川の左岸にあたる。

## 地理
- 河川：阪内川、堀坂川

## 歴史
- 1889年（明治22年）4月1日 - 町村制の施行により、飯高郡船江村・井村・外五曲村・塚本村・曲リ村・田牧村および西之庄村の大部分、松坂川井町・松坂西町・山室村の各一部の区域をもって松江村が成立。
- 1896年（明治29年）4月1日 - 所属郡が飯南郡に変更。
- 1948年（昭和23年）12月15日 - 松阪市に編入。同日松江村廃止。

## 地域
教育
- 松江村松江小学校

## 交通

### 鉄道路線
- 近畿日本鉄道
  - 伊勢線：松江駅 - 松阪北口駅

上記のほか、村域を運輸省の参宮線（現・紀勢本線）および近鉄山田線が通過したが、駅は所在しなかった。

### 道路
- 伊勢街道